# Фредеріксбург (Айова)
Фредеріксбург (англ. Fredericksburg) — місто (англ. city) в США, в окрузі Чикасо штату Айова. Населення — 987 осіб (2020).

## Географія
Фредеріксбург розташований за координатами 42°57′53″ пн. ш. 92°11′47″ зх. д. / 42.96472° пн. ш. 92.19639° зх. д. (42.964644, -92.196376).  За даними Бюро перепису населення США в 2010 році місто мало площу 2,23 км², уся площа — суходіл.

## Демографія
Згідно з переписом 2010 року, у місті мешкала 931 особа в 427 домогосподарствах у складі 260 родин. Густота населення становила 417 осіб/км².  Було 462 помешкання (207/км²).
Расовий склад населення:
| - 96,1 % — білих - 0,2 % — корінних американців - 0,2 % — чорних або афроамериканців - 0,1 % — азіатів - 2,3 % — осіб інших рас |

До двох чи більше рас належало 1,1 %. Частка іспаномовних становила 3,4 % від усіх жителів.
За віковим діапазоном населення розподілялося таким чином: 21,6 % — особи молодші 18 років, 56,1 % — особи у віці 18—64 років, 22,3 % — особи у віці 65 років та старші. Медіана віку мешканця становила 44,5 року. На 100 осіб жіночої статі у місті припадало 100,6 чоловіків;  на 100 жінок у віці від 18 років та старших — 95,2 чоловіків також старших 18 років.
Середній дохід на одне домашнє господарство  становив 43 945 доларів США (медіана — 36 950), а середній дохід на одну сім'ю — 50 164 долари (медіана — 41 000). За межею бідності перебувало 12,2 % осіб, у тому числі 14,1 % дітей у віці до 18 років та 10,1 % осіб у віці 65 років та старших.
Цивільне працевлаштоване населення становило 454 особи. Основні галузі зайнятості: виробництво — 30,4 %, освіта, охорона здоров'я та соціальна допомога — 17,8 %, сільське господарство, лісництво, риболовля — 10,1 %, будівництво — 8,8 %.